# Piazza Unità d'Italia
La piazza Unità d'Italia est la place publique principale de la ville de Trieste, en Italie, et est, en tant que telle, également appelée piazza Grande. Située dans le centre-ville au pied de la colline de San Giusto, elle relie les quartiers limitrophes de Borgo Teresiano et Giuseppino Borgo.
Rectangulaire, elle est bordée sur trois côtés de nombreux palais et édifices publics néoclassiques et baroques, sièges de divers organismes comme la mairie de Trieste, le conseil régional bâtiment du gouvernement du Frioul-Vénétie Julienne et de la préfecture de la capitale de la province. Le golfe de Trieste, composante de la mer Adriatique, longe son quatrième côté à l'ouest. Sa superficie totale de 12 280 m2 fait d'elle la plus vaste d'Europe parmi celles qui s'ouvrent ainsi sur la mer.

## Nom
La place portait originellement le nom de Piazza san Pietro (Place Saint-Pierre), du nom d'une petite église qui se dressait à cet endroit ; elle a ensuite pris le nom de Piazza Grande (Grande Place), que les habitants de Trieste ont gardé l'habitude d'employer. Pendant la période du Littoral autrichien, le nom est changé en Piazza Francesco Giuseppe, du nom de l'empereur François-Joseph Ier. En 1918, elle est rebaptisée Piazza Unità (Place de l'Unité) lorsque la ville est annexée au royaume d'Italie. Le 25 avril 1955, lorsque Trieste réintègre l'Italie après la dissolution du Territoire libre de Trieste,  en raison de la situation politique difficile dans laquelle Trieste s'était retrouvée après la Seconde Guerre mondiale, le maire de Trieste, Gianni Bartoli, donne à la place le nom officiel de Piazza dell'Unità d'Italia.

## Histoire

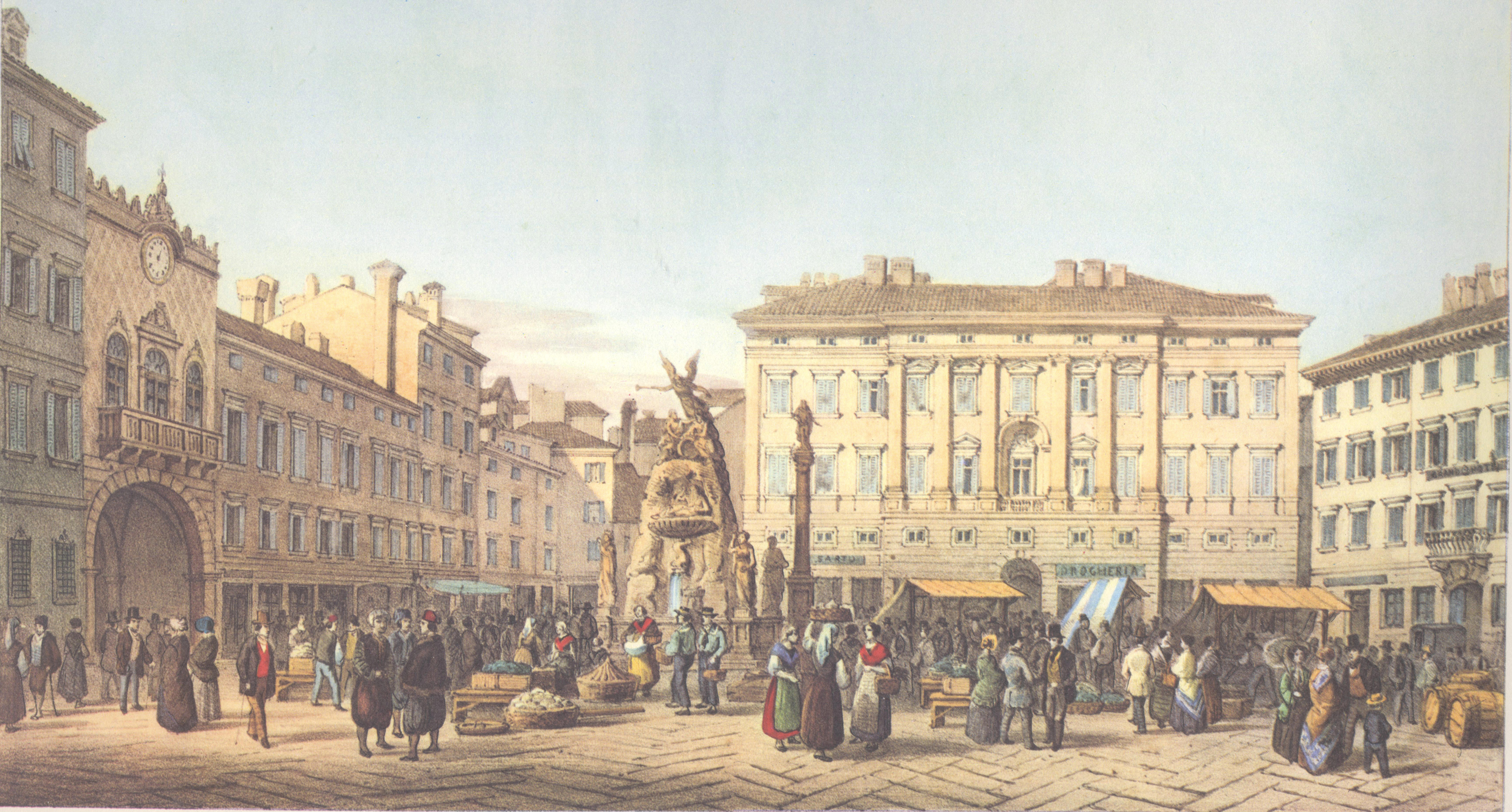
La place en 1854.

La place a été souvent remaniée au cours des siècles. À l'époque de la Rome antique, la mer est encore à l'emplacement de la place. Ses origines remontent plus ou moins à l'ensablement du port romain et à l'expansion de la ville sur le terrain ainsi gagné.  
Au Moyen Âge, la place est beaucoup plus petite et plus allongée à l'intérieur des murs de fortification et n'est donc pas ouverte sur la mer.  
À la fin du XVIIIe et au début du XIXe siècle, la place change radicalement. La désignation de Trieste comme port franc en 1719 entraîne un énorme boom économique dans la ville et une croissance démographique rapide, il faut donc créer de l'espace.  
Comme la ville s'est déjà étendue au-delà des anciens murs de la ville, la fille de Charles VI (empereur du Saint-Empire), Marie-Thérèse d'Autriche, les fait démolir en 1749 et entreprend la construction du quartier Borgo Teresiano (Theresienvorstadt) à l'extérieur des portes de la ville sur des marais salants drainés, qui servent de nouveau centre de commerce. À partir de ce moment, la place principale est remplacée comme point de transbordement de marchandises et sert de plus en plus à des fins représentatives. À peu près au même moment où la ville s'étend, elle est agrandie par des travaux de terrassement.  
La place prend son aspect actuel à la fin du XIXe siècle, lorsque la plupart des bâtiments environnants sont reconstruits. Les nombreux bâtiments reflètent la richesse nouvellement acquise de la ville.  
Au XXe siècle, la Piazza Unità d'Italia devient le théâtre de nombreux événements historiques tels que le débarquement des premiers soldats italiens, les Bersagliers, après la Première Guerre mondiale, qui sont accueillis sous les acclamations d'une grande partie de la population.  
Son aspect actuel est le résultat des travaux entrepris entre 2001 et 2005, lorsque les palais qui la bordent ont été systématiquement restaurés. Des dalles de grès semblables aux traditionnels masegni qui pavaient autrefois la place, ont remplacé la chaussée goudronnée, la fontaine des Quatre Continents a été déplacée devant l'entrée principale de l'Hôtel de Ville et ainsi ramenée à sa place d'origine, tandis que sur le bord de mer a été installé un système d'éclairage à leds lumineuses bleues qui évoque le mandracchio antique, un plan d'eau réservé à l'amarrage d'un grand nombre de bateaux de pêche et de petits bateaux, enseveli au cours des siècles.  
Avant le début des travaux de rénovation de la place, le conseil municipal de l'époque décide d'exploiter l'espace en y dessinant un grand tableau. Le dessin représentant l'Europe et Trieste, était inséré dans une porte voûtée à l'est qui indiquait le soleil levant, la lune et des étoiles jaunes sur un fond bleu qui rappelait le drapeau de l'Union européenne. La représentation symbolique montrait une figure féminine armée d'une lance en forme de hallebarde (symbole de Trieste) chevauchant un taureau tout en se dirigeant vers la mer. Œuvre de l'artiste Bruno Chersicla, elle figurait le désir de la ville d'être protagoniste de la Communauté européenne. Le tableau, de plus de neuf mille mètres carrés, a été signalé dans le Livre Guinness des records.

## Bâtiments
Les bâtiments donnant sur la place sont décrits dans le sens des aiguilles d'une montre à partir du côté de la mer. Côté mer, deux mâts sont installés, offerts en 1932 par les pilotes de la Première Guerre mondiale, où s'effectuent les levers et les abaissements solennels du drapeau.

### Palais de la Lieutenance autrichienne
Le palais de la Lieutenance autrichienne date de 1905, son architecte est Emil Artmann. Il est aujourd'hui siège de la préfecture. Ses mosaïques caractéristiques représentent les armoiries de la maison de Savoie et des personnages typiques. Elles ont remplacé au début des années 1920 les originales représentant les armoiries de l'empire austro-hongrois (aigle noir à deux têtes sur fond d'or) et les membres de la maison de Habsbourg, après l'annexion du territoire de Trieste à l'Italie. Des mosaïques d'origine sont toutefois restées sur les deux petits côtés du bâtiment.

### Palais Stratti
Le palais Stratti est construit en 1839 par l'architecte Antonio Buttazzoni à la demande du marchand grec Nicolò Stratti. Au sommet du bâtiment, un groupe sculptural représente Trieste avec des allégories de la Chance et du Progrès. La façade du bâtiment a été conçue par les architectes Eugenio Geiringer et Domenico Righetti en 1872 et appartient à la phase tardive du classicisme de Trieste. 
Depuis son ouverture, le bâtiment abrite au rez-de-chaussée le célèbre café Caffè degli Specchi, un café historique de Trieste fréquenté par des écrivains tels que James Joyce et Rainer Maria Rilke. 
Parce que le propriétaire d'origine Nicolò Stratti était lourdement endetté en raison des coûts de construction énormes, il a vendu le bâtiment à la compagnie d'assurances Assicurazioni Generali en 1846, qui en est toujours propriétaire aujourd'hui. Un petit passage entre la préfecture et le palais Stratti conduit au Teatro Verdi et à la galerie Tergesteo.

### Palazzo Modello

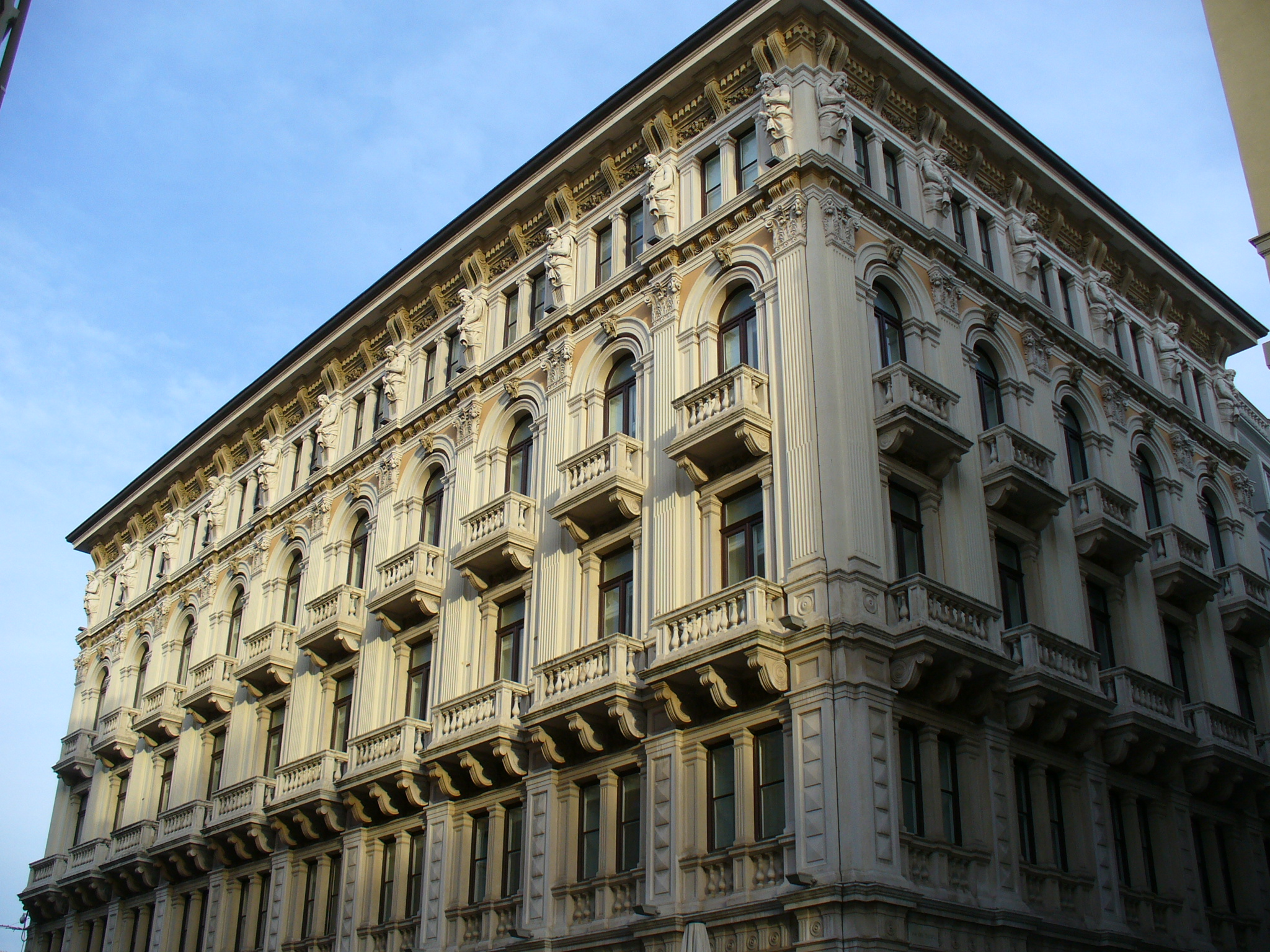
Palazzo Modello.

Le palazzo Modello date de 1871, son architecte est Giuseppe Bruni. Le passage entre le palais et l'hôtel de ville mène à la Piazza della Borsa. Le bâtiment est situé entre la mairie et le palais Stratti. Il remplace les anciennes églises San Pietro et San Rocco qui s'y trouvaient. Il est conçu selon les indications de la municipalité et est surnommé « Modello  » car il doit servir d'exemple architectural pour la restructuration qui se déroule alors sur la Piazza Grande. À l'exception de l'hôtel de ville, également conçu par Bruni, tous les autres bâtiments de la place ont leur propre style architectural.
Le bâtiment d'angle à cinq axes est un exemple d'historicisme éclectique à Trieste : il combine des éléments de l'Antiquité classique et de la Renaissance italienne avec des styles médiévaux et baroques.
À l'origine le bâtiment servait d'hôtel, l'Hôtel Delorme, qui cesse de fonctionner vers 1912. A sa place, les bureaux de la Municipalité trouvent de l'espace. En 2007, à la suite d'un incendie qui le dévaste, la municipalité de Trieste le vend à l'entreprise municipale AcegasAps, aujourd'hui AcegasApsAmga, dans le but de construire son nouveau siège.

### Hôtel de ville

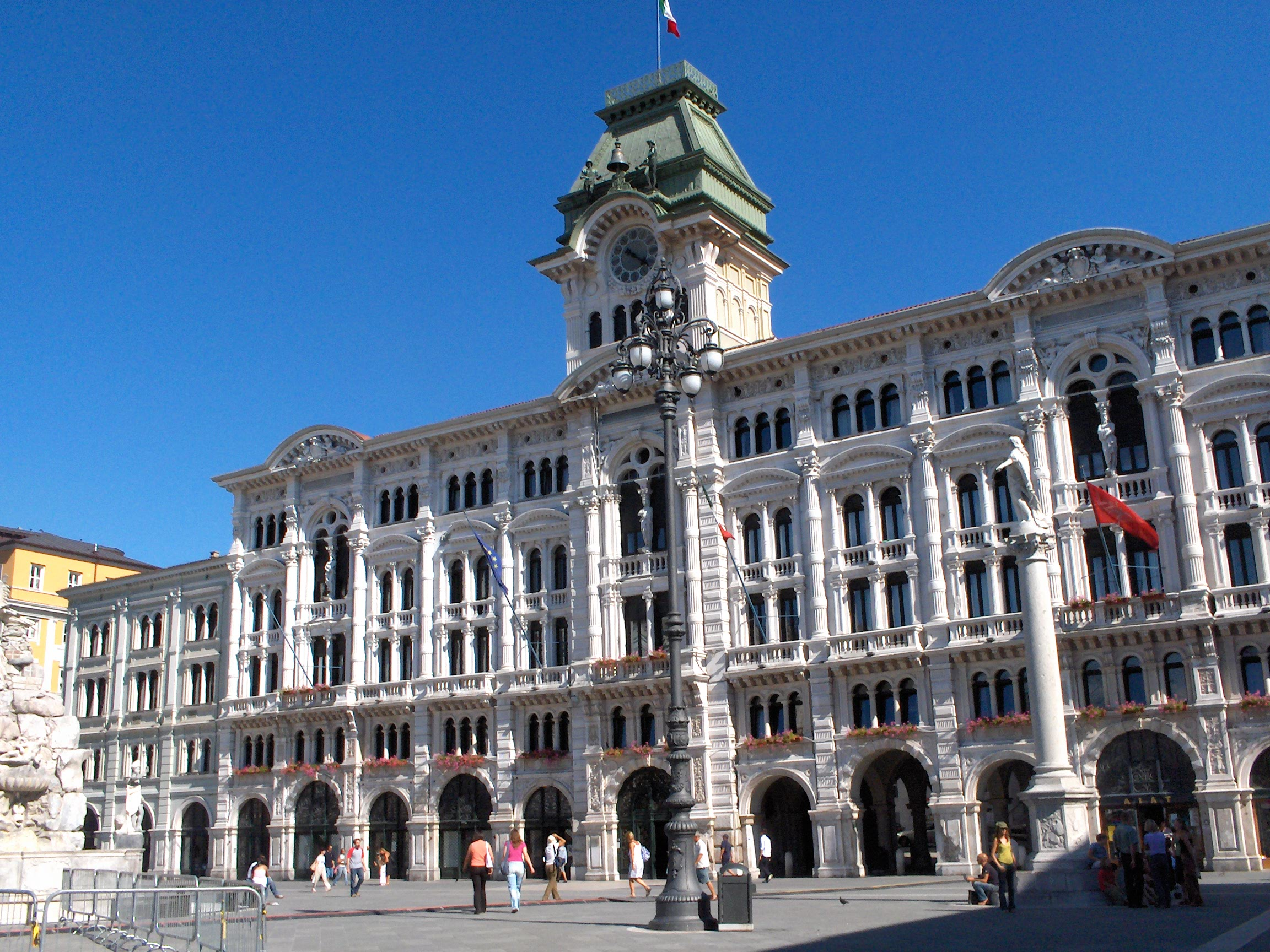
Hôtel de ville.

Dès que la décision est prise de combler l'ancienne rade (1858-1863), la place est l'objet d'une complète rénovation. À cette époque, le projet qui prévaut est celui d'une place ouverte sur la mer, bordée de bâtiments qui s'articulent de part et d'autre d'un point central constitué par le palais de la mairie ; il faut pour cela abattre les murs et les édifices qui ferment la place le long du front de mer. À l'endroit où le palais de la mairie doit être construit, se trouvent alors quelques maisons, un portique et quelques autres constructions. 
En 1875 l'architecte triestin Giuseppe Bruni remporte le concours pour la construction du nouveau palais. L'édifice proposé par Bruni se compose d'un corps unique monumental, surmonté d'une tour en sa partie centrale. Bruni met tout son art à citer dans cette œuvre différentes formes architecturales en conjuguant monumentalité et majesté et en respectant les édifices déjà existants pour ne pas rompre l'harmonie de la place. La façade est fortement structurée avec des rangées étroites de fenêtres, des arcs en plein cintre et des demi-colonnes. Le palais du Louvre à Paris et la Scuola Grande de San Rocco à Venise ont servi de modèles architecturaux.
Le palais de la mairie est surmonté de la torre campanaria (campanile) équipée de deux jacquemarts représentant des Maures que les Triestins surnomment affectueusement Micheze et Jacheze (en  français Michel et Jacques ), corruption probable du slovène Mihec et Jakec. Ces deux figures faisaient également partie du projet de Bruni et depuis 1876, ils sonnent tous les quarts d'heure sur la cloche municipale avec la hallebarde qui est l'emblème de la ville. Les deux automates actuels ne sont pas les originaux, qui ont été transférés au château San Giusto lors de la restauration de 2006, mais il s'agit de copies très fidèles. 
L'édifice ne plait pas tout de suite aux Triestins qui l'affublent tout d'abord de surnoms comiques et grotesques. Le plus populaire, encore usité de nos jours, est « palazzo Cheba », ou encore « palazzo Gabbia  » (la volière ou la cage), à cause de sa forme qui évoque une énorme cage à oiseaux, ou encore « palazzo Sipario » (le rideau) parce que sa masse imposante a réussi à masquer les ruines et les taudis de la vieille ville qui se trouvaient derrière lui. 
C'est du balcon central de l'hôtel de ville de Trieste que le 18 septembre 1938, Mussolini, s'adressant à la foule rassemblée sur la Piazza dell'Unità, annonça l'instauration des lois raciales fascistes en Italie.

### Palazzo Pitteri
Le Palazzo Pitteri est le plus ancien bâtiment de la place. Il a été construit en 1790 par l'architecte Ulderico Moro à la demande de Domenico Plenario, un riche marchand de Trieste. Il s'appelait à l'origine Palazzo Plenario, du nom de son constructeur. Le nom du palais a ensuite été modifié en référence à son nouveau propriétaire, l'écrivain triestin Ricardo Pitteri (1853-1915). Aujourd'hui, le bâtiment appartient à la compagnie d'assurance Lloyd Adriatico. Le Palazzo Pitteri est le seul rappel du XVIIIe siècle, avec la Fontaine des Quatre Continents (1750) et une colonne de 1728.

### Grand Hotel Duchi d'Aosta
Les origines du Grand Hotel Duchi d'Aosta remontent à trois siècles en arrière. Dans les temps anciens, un Hospitium Magnum était situé sur le site de l'hôtel actuel, où les voyageurs étaient accueillis et pouvaient se restaurer. L'Hôtel Osteria Grande est construit entre 1727 et 1732 sur le site de l'Hospitium Magnum et du bâtiment actuel qui, après de nombreuses extensions et restaurations au XIXe siècle, devient le plus grand hôtel de la ville, rebaptisé Osteria Grande. En 1847, le bâtiment est démoli. À sa place, l'hôtel actuel est construit en 1873 par les architectes Eugenio Geiringer et Giovanni Righetti avec des éléments de style français, à la demande du propriétaire foncier, la compagnie d'assurances Assicurazioni Generali. Appelé à l'origine Hôtel Garni, il est rénové au début du XXe siècle et rebaptisé Palazzo Vanoli. Bien que le nom officiel du bâtiment ait été changé en Grand Hotel Duchi d'Aosta en 1972, en l'honneur des ducs d'Aoste, les habitants de Trieste l'appellent encore aujourd'hui Palazzo Vanoli.
Depuis sa fondation au XVIIIe siècle, l'hôtel a abrité nombreuses personnalités bien connues dont Giacomo Casanova, Carlo Goldoni, Bob Dylan, Francis Ford Coppola, Ray Charles, Anthony Hopkins, Sting, Bryan Adams et la reine Noor de Jordanie. L'hôtel est probablement mieux connu pour le meurtre de Johann Joachim Winckelmann : le fondateur de l'archéologie scientifique est mort poignardé le 8 juin 1768 dans une chambre de l'hôtel par Francesco Arcangeli. Johann Gottfried Seume y séjourne lors de son Voyage à Syracuse.

### Palais Lloyd Triestino

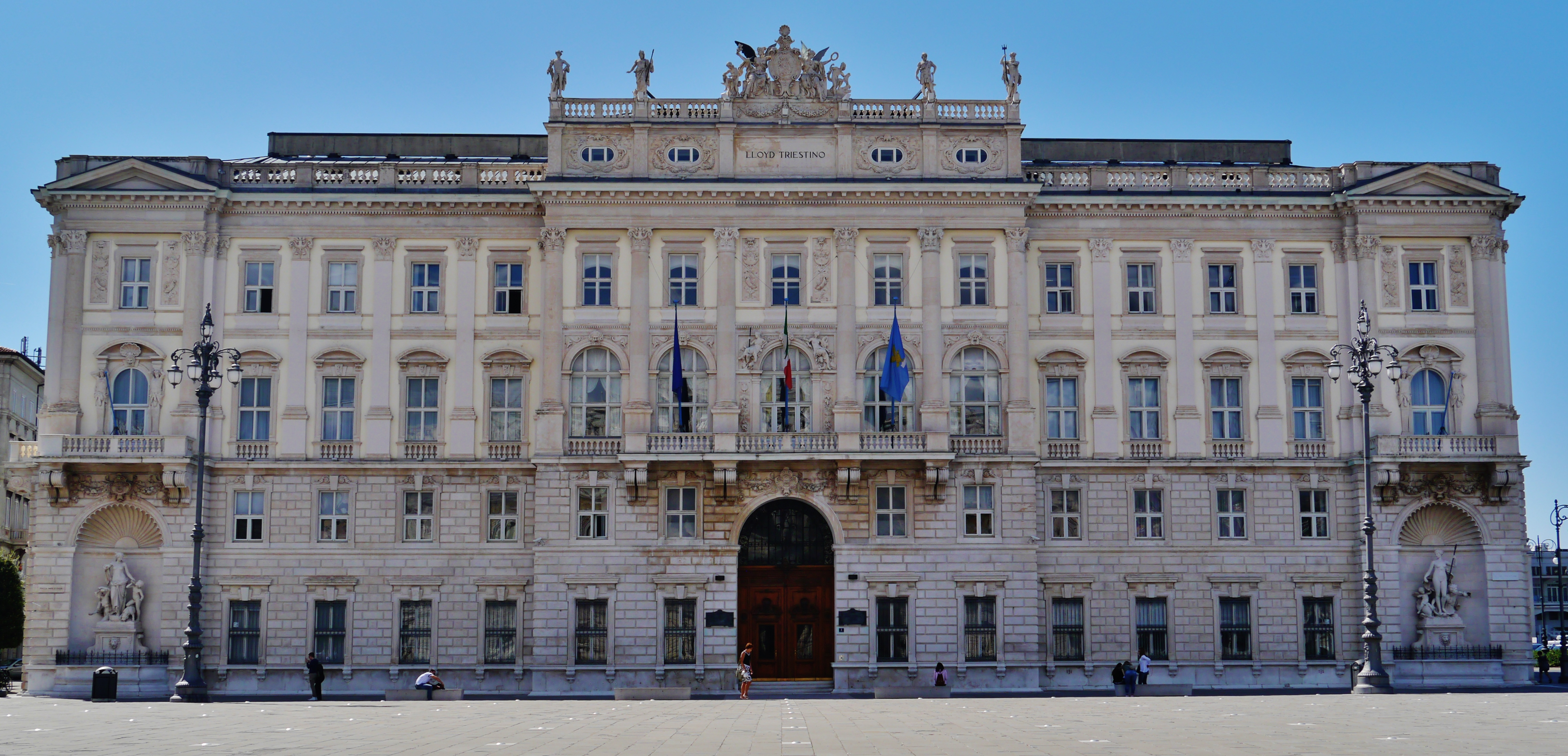
Palazzo Lloyd Triestino.

Le Palazzo Lloyd Triestino, conçu en 1883 par Heinrich von Ferstel, l'architecte de l'église votive de Vienne, dans le style de la Renaissance italienne était initialement nommé Palazzo del Lloyd Austriaco, propriété de la compagnie maritime Lloyd Austriaco di Navigazione ; la société et le bâtiment ont été renommés Lloyd Triestino lorsque Trieste a été annexée à l'Italie en 1919. Aujourd'hui, le palais est le siège de la région autonome du Frioul-Vénétie Julienne. Dans la façade, figurent des représentations allégoriques de l'eau douce à gauche et de l'eau de mer à droite.

### Palazzo del Governo
Le palais du gouvernement, le Palazzo del Governo, est le bâtiment le plus récent de la Piazza Unità d'Italia. Il a été construit entre 1901 et 1905 par l'architecte viennois Emil Artmann et se distingue des autres bâtiments par ses mosaïques de pierres aux allures orientales, colorées et dorées.

## Monuments

### Fontaine des Quatre Continents

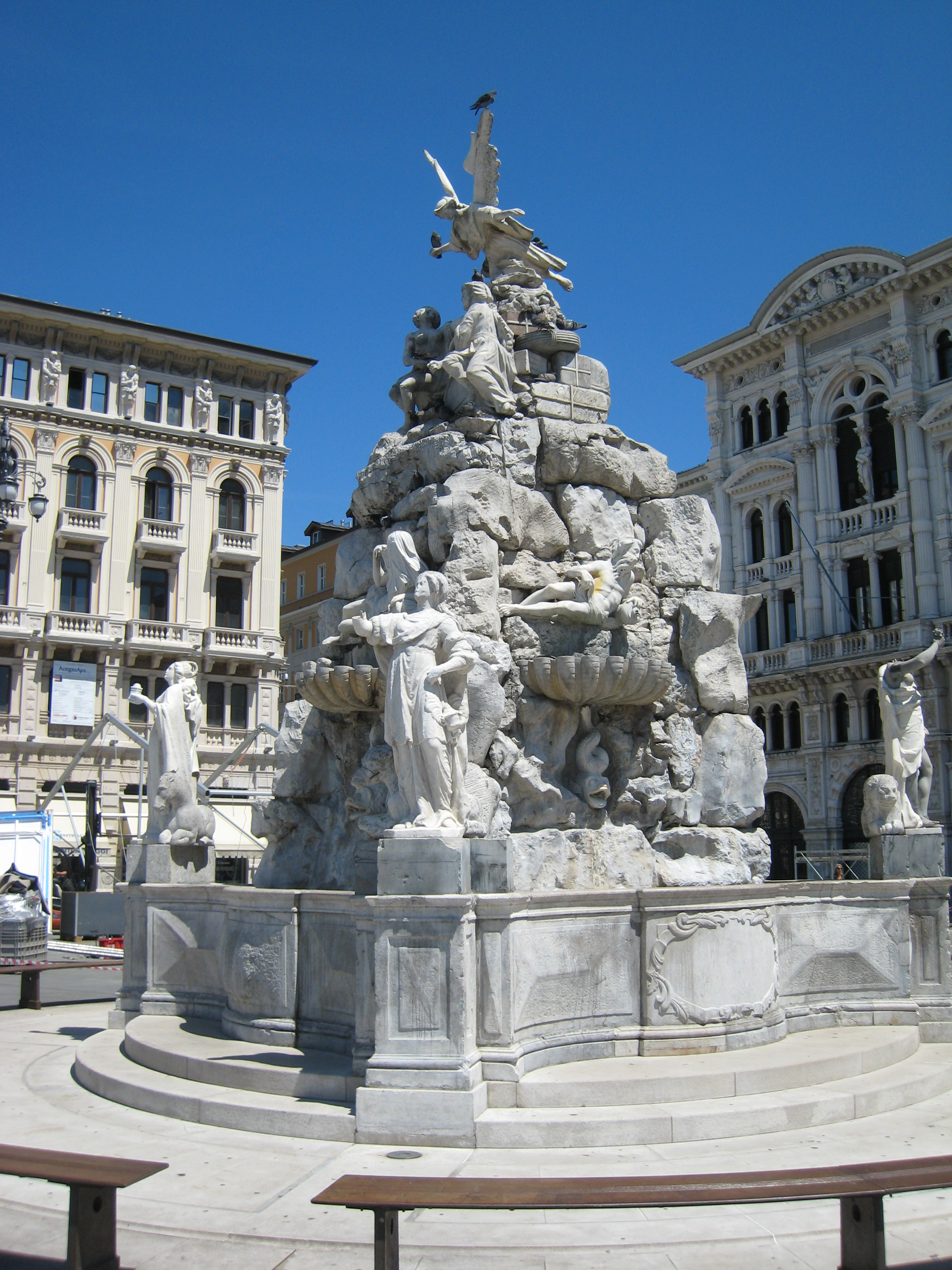
Fontaine des Quatre Continents.

Entre 1751 et 1754 la ville de Trieste décide la construction d'une fontaine sur ce que l'on appelait encore à l'époque la Piazza Grande. Le monument doit célébrer la ville de Trieste devenue la « favorite de la Fortune » grâce à l'institution du port franc par Charles VI et la politique de développement économique menée par l'impératrice Marie-Thérèse d'Autriche.
L'œuvre est une création du sculpteur de Bergame Giovanni Battista Mazzoleni.
Le monde est représenté sous les traits de quatre figures allégoriques symbolisant les habitants des parties du mode alors connues : Europe, Asie, Afrique et Amérique. Une figure féminine ailée se trouve au sommet de la fontaine, les bras ouverts, représentant Trieste. Reposant sur un amoncellement de pierres du plateau du Karst, la statue est entourée de ballots, de balles de coton et de cordages. Elle symbolise une ville qui accueille des commerçants venus du monde entier, et notamment de l'orient. L'eau jaillissait de quatre figures allégoriques de fleuves, indiquant toujours les continents. La représentation du Nil a un visage voilé : ses sources étaient inconnues à l'époque. 
En 1938, à l'occasion d'une visite de Benito Mussolini à Trieste, la fontaine est déplacée pour libérer la place, et conservée dans le jardin lapidaire. Elle est réinstallée sur la place seulement en 1970, dans une position légèrement à l'ouest de sa position actuelle. Le 10 octobre 2000, dans le cadre de la rénovation de l'ensemble de la place, la fontaine est déplacée vers le centre, la plaçant dans l'alignement de l'hôtel de ville.  
Depuis quelques années la fontaine a été l'objet de nombreux actes de vandalisme envers les statues des quatre continents. Seule l'Europe échappe à ces dégradations. Le 15 mai 2008, dans la nuit, un inconnu décapite la tête de la statue représentant l'Afrique, la laissant simplement reposer sur le reste du corps. En octobre 2015, en plein jour, un homme de 65 ans de Trieste, déjà connu de la police et du service de santé mentale de la ville, a grimpé au sommet de la fontaine et, en criant des phrases décousues, avec un tuyau en fer a détruit l'aile et le bras droit de l'ange placé au sommet de la fontaine.

### Statue de Charles VI

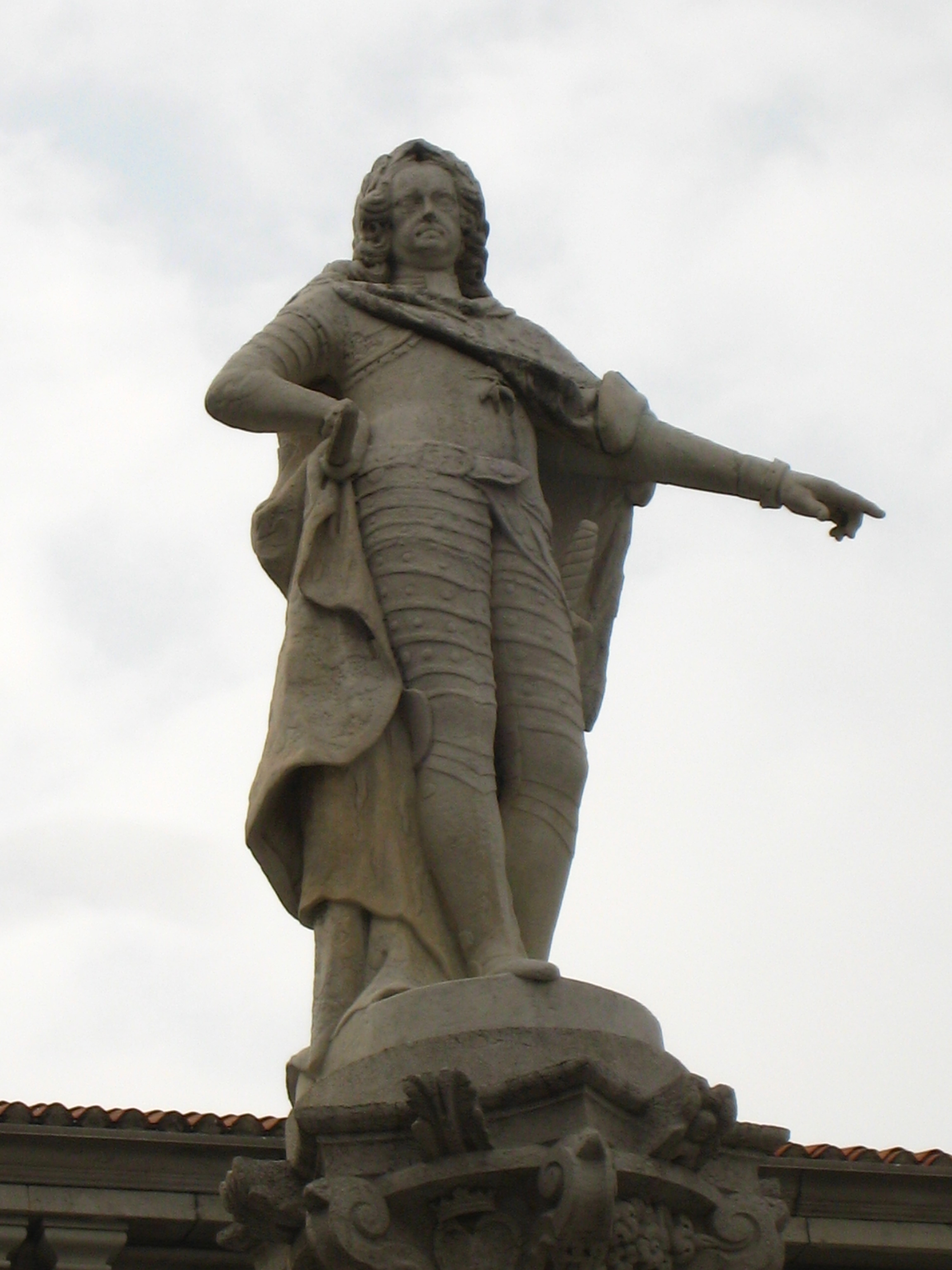
Statue de Charles VI.

À quelques mètres à droite de la Fontaine des Quatre Continents (en ayant la mer derrière soi et en observant l'hôtel de ville) une colonne de pierre blanche supporte une statue d'empereur, la colonne de Charles VI de Habsbourg.
Parmi tous les changements dont la place a été témoin au cours des siècles, cet élément est présent et constant depuis 1728, année où il est décidé d'ériger la statue à l'occasion de la visite de l'empereur à Trieste. Fils de Léopold Ier (dont la statue se trouve sur l'actuelle Piazza della Borsa) et père de Marie-Thérèse d'Autriche, Charles VI établit le port franc de Trieste en 1719, donnant une impulsion significative au commerce et au développement de la ville.
La statue représente l'empereur debout observant le vieux centre-ville (vers la Piazza della Borsa) et pointant vers la mer, avec le port franc qu'il a établi. Compte tenu de la précipitation due à l'imminence de la visite, la statue fut provisoirement en bois et dorée, réalisée par Fusconi, puis remplacée par l'actuelle en pierre blanche de Lorenzo Fanoli en 1754, à l'occasion de la visite de l'impératrice Marie-Thérèse.